# Depression (psykisk)
|  | "Depression" omdirigeres hertil. For andre betydninger af Depression, se Depression (økonomi) og Depression (flertydig). |
Depression (også kaldet klinisk depression, unipolar depression og sygelig depression) er en sindslidelse, der først og fremmest er karakteriseret ved sænket stemningsleje. I folkemunde bruges ordet depression til tider også om almindelig tristhed. Derfor kan udtrykket klinisk depression bruges for at understrege, at der er tale om en egentlig depression. En klinisk depression er som regel behandlingskrævende. Kernesymptomerne er en enorm tristhed (sænket stemningsleje), tab af lyst og interesse, samt nedsat energi og øget træthed. Ud over følelsesmæssige symptomer, så dækker depressionsbegrebet også over kropslige/adfærdsmæssige symptomer såsom søvnløshed (insomni), manglende sexlyst, koncentrationsbesvær og hæmning (patienten taler langsomt og svarer i enstavelsesord). Data fra en lang række undersøgelser, viser at kognitive forstyrrelser, kognitive svækkelser, hukommelsesbesvær og koncentrationsbesvær udgør en central faktor i udviklingen af depression.
I Danmark diagnosticeres depressioner ud fra WHOs ICD-10 kriterier. Før i tiden delte man depressioner ind i endogene (indefra-kommende), som optræder uafhængigt af ydre påvirkning, og den reaktive depression, der er en reaktion på ydre påvirkning. Dette viste sig dog i længden at være utilstrækkeligt, pga. manglende symptombeskrivelser ud fra observationer af patienter. Med indførelsen af ICD-10 i 1994 begyndte man at fokusere mere på symptomer og delte depressionen ind i: Depressiv enkelt episode, tilbagevendende (periodisk) depression og vedvarende (kroniske) affektive tilstande, som dystymi og cyklotymi. ICD-10 inddeler yderligere depressionen i let, middel og svær. Normalt foregår dette ved at tælle antallet af observerede symptomer, men for nylig er man begyndt at fokusere mere på styrken af symptomerne.
Op mod 15 % af alle danskere får på et tidspunkt i deres liv en depression, og ca. 3% af danskerne har depression. Mellem 200.000 og 300.000 skønnes at have en depression, der er så alvorlig, at de har brug for behandling.

## Symptomer
Størstedelen oplever i løbet af deres liv en kortere eller længere periode med nedtrykthed uden at være syge. Lige fra barndommen er man tvunget til at give afkald på både idealer og tryghed såvel som i voksenlivet, hvor specielt store omvæltninger ofte fører til nedtrykthed i et stykke tid. Depression var før i tiden en diagnose, som blev brugt om folk, der var så tungsindige, at de ikke kunne overkomme dagligdagens småting. I dag har ordet depression bredt sig til daglig tale og bruges ofte om meget lette grader af nedtrykthed som at sige: "Jeg er deprimeret i dag." I dag skelnes der derved mellem den naturlige nedtrykthed, alle mennesker kan føle, og den sygelige eller kliniske depression. Den kliniske depression ses som en meget alvorlig sindslidelse, der påvirker den normale funktion i dagligdagen, og skaber store smerter ikke bare for personen selv, men også de pårørende. Flere undersøgelser tyder på, at depression er den lidelse, der forringer livskvaliteten mest sammenlignet med dødelige sygdomme. I den moderne forståelse af depressionsbegrebet dækker det over fire symptomgrupper:
1. Følelsesmæssige (emotionelle) symptomer
2. De tankemæssige symptomer
3. Adfærdssymptomer
4. Kropslige symptomer

Følelsesmæssige (emotionelle) symptomer udgør kernen af de depressive tilstande. De er karakteriseret ved nedsat stemningsleje (nedtrykthed), og depressive har ofte svært ved at finde glæde i både små eller store ting, i de sværere tilfælde tales der ofte om en indre smerte. Udover negative følelser kan der også forekomme anhedoni, dvs. manglende evne til at føle noget positivt om noget som helst. Lavt selvværd er også et hyppigt symptom, og ved meget svære depressioner kan den nedsatte selvværdsfølelse føre til vrangforestillinger, som fx urealistiske forestillinger om, at man er skyld i alverdens ulykker.
De tankemæssige symptomer viser sig ofte ved, at tænkningen er drejet i en negativ retning, hvor man ofte opfatter sig selv som svag, hjælpeløs og uduelig. Personen er ofte pessimistisk både om fortid, nutid og fremtid. Selvmordstanker ses også hyppigt i denne forbindelse, alt efter hvor svær depressionen er. Nogle ser livet som meningsløst at leve, mens andre ligefrem gør sig konkrete ideer om, hvordan de skal begå selvmord. Andre ofte observerede symptomer er koncentrationsbesvær og dårlig hukommelse.
Adfærdssymptomer kommer ofte til udtryk ved en form for lammelse, hvor daglige rutiner som fx hygiejne bliver fuldkommen uoverskuelige. Et trist ansigtsudtryk og en tung kropsholdning hører også til i denne kategori, og ofte bruges begrebet hæmning, hvor den depressive taler langsomt og ofte svarer i enstavelsesord. I værste tilfælde ses en stupor-tilstand, dvs. hvor patienten slet ikke kommunikerer med omgivelserne.
Kropslige symptomer ved depression viser sig ofte i manglende lyst til mad og sex. Hyppigt lider patienten af insomni. Ved lette depressioner ses ofte indsovningsbesvær, og ved sværere depressioner har patienten ofte svært ved at opretholde en stabil søvn. I sjældne tilfælde er hypersomni dog også blevet observeret ved nogle patienter.

## Diagnose

### ICD-8 og ICD-9
I 1965 indførtes WHOs diagnoseklassifikationssystem ICD-8 i Danmark. Her skelnede man mellem to former for depression: Den endogene (indefra kommende), som optræder uafhængigt af ydre påvirkning, og den reaktive depression, der er en reaktion på ydre påvirkning. ICD-8 viste sig dog langt henne ad vejen at være utilstrækkelig, da inddelingen af endogen og reaktiv ikke svarede til virkeligheden. Det største problem var manglen på kliniske beskrivelser (dvs. beskrivelse af sygdommen ved undersøgelse af patienten), hvilket gjorde det svært at bruge den i praksis og videnskabelige undersøgelser. Med andre ord havde ICD-8 lagt mere vægt på at forklare, hvorfor patienten havde depression. Dette kunne eksempelvis ses ved inddeling af endogen og reaktiv, enten var depressionen resultat af indre eller ydre begivenheder. Dette førte til depressionsdiagnostikken rettedes mod hypotetiske begivenheder, frem for patientens symptomer, da opgaven blev at få patienten til at passe ind i en kategori. Et andet problem blev derved, at området af affektive lidelser blev meget snævert. Det samme skete ved indførelsen af ICD-9, hvor lette depressive tilstande blev placeret andre steder på diagnoselisten end under de affektive lidelser.

### ICD-10
I 1994 blev det nyeste klassifikationssystem ICD-10 indført i Danmark. Til forskel fra de forrige udgaver indeholder dette system to dimensioner: En med kliniske beskrivelser, og en med diagnostiske retningslinjer. Her inddeles de depressive tilstande i tre hovedgrupper: Depressiv enkelt episode, tilbagevendende (periodisk) depression og vedvarende (kroniske) affektive tilstande, som omfatter dystymi og cyklotymi. Sværhedsgraden ved depressiv enkeltperiode og tilbagevendende (periodisk) depression inddeles i forskellige grader: Lettere, moderate, svære uden psykotiske symptomer og svære med psykotiske symptomer.
Let depression: Ved let depression kræves to depressive kernesymptomer (se boks) og mindst to ledsagesymptomer, som har varet ved i to uger. Ved en let depression er det stadig muligt at fungere i det daglige liv dog ikke optimalt.
Moderat depression: Her kræves to kernesymptomer og fire ledsagesymptomer. Karakteristisk for disse patienter er den moderate sænkning af stemningslejet, og en udbredt ulyst til at foretage sig noget. Forstyrrelse i søvnmønsteret er også et hyppigt observeret symptom, hvor patienten ofte vågner meget tidligt og føler sig generelt mere træt end normalt.
Svær depression: I denne grad har man alle tre kernesymptomer og mindst fem ledsagesymptomer. Det sænkede stemningsleje er meget påfaldende, og tankeindholdet er i en høj grad præget af selvforagt. Den såkaldte døgnvariation er også et ofte set symptom, dvs. nedtryktheden er værst om morgenen og lettest om aftenen. Alle normale aktiviteter er begyndt at gå i stå, så selv småting som personlig hygiejne kan virke uoverskueligt. I denne grad optræder psykomotorisk hæmning også ofte, hvor patienten kan være lang tid om at reagere og svare. Appetitløshed samt vægttab er også hyppigt observeret. Ofte er søvnen meget overfladisk og selvmordstanker presser mere på. Nogle gange har patienter endda haft lettelse ved at forberede selvmordet uden at gøre det, med tanken om at der altid er en udvej.
Svær depression med psykotiske symptomer, også kaldet psykotisk depression, er karakteriseret ved at patientens negative forestillinger om sig selv er blevet så negative, at de kan kaldes psykotiske (vrangforestillinger). Et eksempel kunne være, at patientens tanker om at være værdiløs har ført til forestillinger om, at vedkommende er årsagen til alverdens ulykker, endda om at være Satan selv. Ved enkelte svært deprimerede er der også observeret hørehallucinationer, hvor patienten påstår at have hørt djævlens eller Guds stemme.
Som det kan ses i boksen, afgør man graden af depression ved at tælle symptomer. Men da hvert symptom kan optræde i forskellige grader, er der flere, som mener man bør undersøge styrken af hvert symptom, som i disse år også er mere udbredt i depressionsforskningen. Et eksempel på dette er den såkaldte Hamiltons depressionsskala, hvor lægen stiller en række spørgsmål om symptomer, som patienten skal give point fra 0-4, hvor 0 er slet ikke fremtrædende og 4 meget fremtrædende. Ud fra dette kan lægen derved beregne depressionens sværhedsgrad. Hamiltons depressionsskala bruges også af Sundhedsstyrelsen, når den skal vurdere, om et nyt medicinsk præparat kan godkendes mod depression.

## Årsager

### Biologiske forklaringsmodeller

#### Monoaminhypotesen
De fleste antidepressive midler virker ved at øge niveauet af et eller flere monoaminer – neurotransmitterne serotonin, noradrenalin og dopamin – i synapsekløften mellem neuronerne i hjernen. Nogle præparater har direkte indvirkning på receptorerne.
Serotonin menes at være med til at regulere andre neurotransmitters systemer, hvilket betyder, at faldende serotonin-aktivitet muligvis får andre systemer til at virke på en ualmindelig og uberegnelig måde. Ifølge denne hypotese opstår depression, når et lavt serotonin-niveau forårsager et lavt noradrenalin-niveau (en anden neurotransmitter). Nogle antidepressiva forøger noradrenalin-niveauet direkte, hvor andre øger dopamin-niveauet (en tredje monoamin-neurotransmitter). Disse observationer gav fødsel til monoaminhypotesen. Andre forsøg, der har givet ide til monoaminernes indvirkning på depressioner, er de såkaldte modeldepressioner. Et eksempel på sådan en var opdagelsen af det blodtryksreducerende stof reserpin, som medførte depressionstilstande hos mange af dem, der tog præparatet. Da disse tilstande var fuldkommen identiske med andre melankolske tilstande, fik de navnet modeldepressioner. Reserpin viste sig at være i stand til at forhindre oplagring af monoaminer ved de synaptiske endeplader, hvilket medførte en stor reduktion af amindepoterne i centralnervesystemet.
I dens nyere formulering påstår monoaminhypotesen, at mangel på bestemte neurotransmittere er årsag til tilsvarende symptomer ved depression: "Noradrenalin er muligvis relateret til alarmberedskabet og energi såvel som bekymring, opmærksomhed og livsglæde, [mangel på] serotonin til bekymring, tvangstanker og tvangshandlinger og dopamin til opmærksomhed, glæde, motivation, nydelse og belønning såvel som livsglæde." Tilhængere af denne teori anbefaler valget af et antidepressiva, der har indvirkning på de mest fremtrædende symptomer. Bekymrede og irriterede patienter bør derved behandles med SSRI eller noradrenalingenoptagelseshæmmere, og dem med manglende energi og livsglæde med noradrenalin og dopaminforstærkende præparater.
I de sidste to årtier har undersøgelser afsløret flere begrænsninger ved monoaminhypotesen, og dens utilstrækkelighed med hensyn til forklaring er flere gange blevet kritiseret i den psykiatriske praksis. Intensiv forskning har fejlet i at fremskaffe afgørende beviser på en decideret fejl i depressive patienters monoaminsystem. Præparaterne tianeptin og opipramol har længe været kendt for deres antidepressive virkning på trods af at førstenævnte øger serotoninreceptorerne (frem for begrænsning), og at det andet medikament slet ikke har nogen effekt på monoaminsystemet. Forsøg med farmakologiske midler, der mindsker monoaminerne, har vist, at formindskelse ikke fører til depression hos raske mennesker eller forværrer symptomer hos depressive, selv om et intakt monoaminsystem er nødvendigt for at opnå terapeutisk effektivitet. Ifølge en afhandling udgivet af Public Library of Science (PLoS) er den i forvejen afgrænset monoaminhypotese yderligere blevet simplificeret ved præsentation til offentligheden som et værktøj til markedsføring.

### Andre faktorer
- Stress, mobning og pres
- Ringe selvtillid
- Medfødt sårbarhed
- Hvis man føler mange (vigtige) ting mislykkes for en
- Kærestesorg
- Kviksølvforgiftning
- Flere videnskabelige undersøgelser [29][30][31][32][33][34] har fundet statistiske sammenhænge mellem depression og nogle landbrugspesticider

## Prognose
Konsekvenserne af depressioner er meget forskellige. For nogle går det over på kort tid, for andre på lang tid, og i nogle tilfælde ender det med selvmord. Folk tackler også depression forskelligt. Nogle arbejder med sig selv, og får det til at forsvinde uden hjælp. Andre må søge hjælp hos en læge, psykolog eller psykiater.

## Epidemiologi
Depression er en folkesygdom, idet den før eller siden rammer op til 15% af den danske befolkning.
Diagnosen stilles i større udstrækning på kvinder end mænd, men det er muligt at sygdommen er underdiagnosticeret hos mænd.
Det amerikanske National Institute of Health anslår, at alle depressive sygdomme koster 44 milliarder amerikanske dollars.
Den gennemsnitlige alder hvor en svær depression sætter ind er 32 år.

## Behandling
I Sundhedsstyrelsens Referenceprogrammet for unipolar depression hos voksne fra 2007 skelnes mellem disse typer af behandling: farmakologisk, psykologisk, ECT og andre former for behandling. I 2016 udgav Sundhedsstyrelsen nye retningslinjer for ikke medicinsk behandling af depression.

### Farmakologisk behandling
Der findes forskellige typer af antidepressiv medicin
- Tricykliske antidepressiva (TCA)
- Selektive serotonin-genoptagelses hæmmere (SSRI)
- Noradrenalin genoptagelses hæmmere (NARI)
- Monoaminooxidasen hæmmere (MOAI)
- Noradrenergic and Specific Serotonergic Antidepressants (NaSSA)

Heraf er SSRI det hyppigst anvendte. SSRI betegnes populært "lykkepiller", hvilket er misvisende eftersom medicinen ikke gør én lykkelig, men sigter på at normalisere ens stemningsleje.
Praktiserende læger kan i udgangspunkt kun ordinere antidepressive lægemidler til behandling af moderat depression hos voksne over 25 år, hvorimod de tidligere generationer af antidepressiva som udgangspunkt bliver ordineret af psykiatere. Start af behandling med antidepressive lægemidler kan kun ske efter personlig konsultation mellem læge og patient. Der er andre retningslinjer for behandling af børn og unge under 18 år, der har psykiske lidelser. Det er en børne- og ungdomspsykiatrisk speciallægeopgave at vurdere, om et barn eller en ung under 18 år har behov for medikamentel behandling af en psykisk lidelse.

### Psykoterapi
Forskellige psykologiske behandlinger kan anvendes ved let til moderat depression :
Kognitiv terapi hvor fx uhensigtsmæssige "automatiske tanker" bearbejdes for at opdage mere hensigtsmæssige måder at tænke på. Den tankemæssige omstrukturering kan desuden foretages i hypnose, hvilket ifølge den anerkendte amerikanske psykolog Michael Yapko (ekspert inden for depressionsbehandling) er særligt velegnet til at behandle denne lidelse.
Interpersonel terapi, hvor der arbejdes med den depressives relationer til dennes nærmeste .
Mindfullness, hvor patienten lærer, at give fuld opmærksomhed til sine indre oplevelser, som de optræder her og nu.

### ECT
I nogle tilfælde af svær depression kan det overvejes at anvende elektrokonvulsiv terapi (ECT), hvilket tidligere blev kaldt elektrochok. Behandlingen består i, at man, mens patienten er bedøvet, fremkalder et krampeanfald ved at lede en svag strøm igennem patientens hjerne. I mere end 90% af tilfældene med svær depression indtræder der markant bedring efter ECT-behandling.

### Andre behandlingsformer

#### Fysisk træning
En række studier tyder på, at struktureret fysisk træning kan lindre symptomerne hos personer med depression. Fysisk træning har let/moderat bedre effekt end ingen behandling, men er ikke bedre end farmakologisk eller psykologisk behandling. Styrketræning ser ud til, at være en anelse bedre end konditionstræning, men der er endnu ikke forskning nok til at sige noget om mængde eller intensitet af træningen .

#### Lysterapi
Der findes evidens for en effekt af lysbehandling (lysterapi) på såkaldt vinterdepression, såvel som på klinisk depression. Det gælder både, hvis lysbehandlingen foregår som tillæg til medicinsk behandling eller hvis den står alene. "Lysbehandling i de studier, der danner grundlag for denne evidens, gives oftest med en lysstyrke på 10.000 lux med behandlingstider på ca. 30-60 minutter om morgenen. Patienter med øjensygdom bør vurderes af øjenlæge før lysbehandling."

#### Søvnterapi
Nyere behandlingsmetoder er rettet mod regulering af søvn og døgnrytme, ofte kombineret med lysterapi om morgenen.
Som eksempel undersøgte et dansk studie effekten af kombineret vågenheds- og lysterapi sammenlignet med fysisk træning. Patienter med depression blev holdt vågne i 36 timer efterfulgt af 8 timers søvn i en uge, hvorefter de i 7 uger holdt en fast søvnrytme. Efter 9 uger var 24% i interventionsgruppen blevet raske, mens det kun var 5% i træningsgruppen .

#### Eksperimentiel behandling
En sjælden behandling anvender en hjernepacemaker, der elektrisk stimulerer et bestemt område i hjernen (omkring Brodmann-område 25). En sådan behandling kræver hjernekirurgi.
Der har været forsøg i Canada og Belgien.
I Danmark søgte overlæge ved Center for Psykiatrisk Forskning professor Poul Videbech i 2010 om tilladelse til medicinske forsøg for at undersøge denne behandlingsform.

## Stigmatisering[46]
Myter og fordomme om psykiske lidelser kan føre til tabu og stigmatisering af personer, der rammes heraf. Ifølge en undersøgelse gennemført i den danske befolkning svarer 85 %, at det er mere accepteret at have en fysisk end en psykisk lidelse. Denne opfattelse hos den sindslidende selv eller i den sindslidendes omgivelser kan i værste fald lede til eksklusion fra samfundslivet. Stigmatisering af personer med psykiske lidelser spiller også en rolle i forhold til de samfundsmæssige omkostninger forbundet med psykiske lidelser i form af udgifter til overførselsindkomster, tabt arbejdsfortjeneste og for sen eller ingen behandling. Denne situation genfindes i mange lande omkring os, og i bl.a. England, Skotland, Sverige, Canada, USA, Australien, New Zealand, Holland, Spanien og Japan såvel som i Danmark er der etableret nationale afstigmatiseringsindsatser i løbet af de sidste 5-10 år.

## Historie
Som psykiatrisk diagnose går ordet "depression" ikke længere tilbage end til ca.1850.  Før det anvendte man ofte ordet "melankoli", som stammede fra det antikke Grækenland og henviste til at man dengang mente, at tilstanden skyldtes et overskud af sort galde (Oldgræsk: melaina sort, chole galde). Den danske arkitekt Caius Gabriel Cibber (1630-1700) skabte to statuer, "Ravende galskab" og "Melankoli", som fra 1670'erne stod opstillet udenfor asylet i Lambeth Road i London (det nuværende Imperial War Museum), men nu befinder sig i Guildhall.  Oliver Cromwell, John Bunyan, Samuel Johnson og John Donne var alle ramt af tilstanden. 
Med start i England i 1600-tallet blev Europa ramt af noget, der minder om en epidemi af depression. I 1733 beklagede lægen George Cheyne sig over antallet af selvmord. I England blev den kaldt "den engelske syge" (the English malady), og i 1621 udgav Robert Burton sin klassiker The Anatomy of Melancholy.
Diagnosen depression dog først folkeligt kendt i 1980’erne og 1990’erne i kølvandet på udbredelsen af SSRI-antidepressiva..